# Xiaokeng
Xiaokeng (kinesiska: 小坑) är en köping i sydöstra Kina. Den ligger i stadsdistriktet Qujiang i staden Shaoguan i provinsen Guangdong, omkring 180 kilometer norr om provinshuvudstaden Guangzhou. Antalet invånare är 4 737. Befolkningen består av 2 214 kvinnor och 2 523 män. Barn under 15 år utgör 18,0 %, vuxna 15-64 år 71 %, och äldre över 65 år 10,0 %.